# Finale de la Coupe des confédérations 1997
La finale de la Coupe des confédérations 1997 est une rencontre sportive de football. Le match se joue au stade international du Roi-Fahd à Riyad en Arabie saoudite à 21 h heure locale, le 21 décembre 1997, et voit s'affronter l'équipe du Brésil et l'équipe d'Australie. Les Brésiliens s'imposent 6 buts à 0,, après deux triplés signés Ronaldo et Romário. La Seleção gagne ainsi sa première Coupe des confédérations.